# Kotto II
Pour les articles homonymes, voir Kotto.
Kotto II ou Koto II est un village du Cameroun situé dans le département de la Meme et la Région du Sud-Ouest. Il fait partie de la commune de Mbonge.

## Population
Kotto I et Kotto II (Kotto Big et Kotto Small) constituaient d'abord deux quartiers de Kotto. Leur population, comptabilisée ensemble, s'élevait à 140 personnes en 1953, puis à 133 en 1967, principalement des Bamboko.
Lors du recensement national de 2005, la localité Kotto II, seule, comptait 142 habitants.